# ヨークス (高速輸送艦)
|          |                                                          |
| 艦歴     |                                                          |
| 発注     |                                                          |
| 起工     | 1943年8月22日                                            |
| 進水     | 1943年11月27日                                           |
| 就役     | 1944年12月18日                                           |
| 退役     | 1946年8月19日                                            |
| その後   | 1965年にスクラップとして売却                             |
| 除籍     | 1964年4月1日                                             |
| 性能諸元 |                                                          |
| 排水量   | 1,400トン                                                |
| 全長     | 306 ft (93 m)                                            |
| 全幅     | 36 ft 10 in (11.23 m)                                    |
| 吃水     | 13 ft 6 in (4.11 m) 最大                                 |
| 機関     | ターボ・エレクトリック 2軸推進（12,000 shp）             |
| 最大速   | 24ノット (44 km/h; 28 mph)                               |
| 航続距離 | 6,000 カイリ (11,112 km) 12ノット時 (22 km/h; 14 mph)    |
| 乗員     | 士官、兵員186名                                          |
| 兵装     | 5インチ砲1門 40mm対空砲6門 20mm対空砲6門 爆雷投下軌条2軌 |

ヨークス (USS Yokes, DE-668/APD-69) は、アメリカ海軍の高速輸送艦。チャールズ・ローレンス級高速輸送艦の1隻。艦名はUボートの攻撃で戦死した水兵のウィリアム・J・ヨークスに因む。

## 艦歴
ヨークスは1943年8月22日にバックレイ級護衛駆逐艦の1隻としてテキサス州オレンジのコンソリデーテッド・スチール社で起工した。1943年11月27日にシャーロット・ヨークス（ヨークス2等兵の未亡人）によって命名、進水した。
ヨークスは1944年6月27日にチャールズ・ローレンス級高速輸送艦の1隻として APD-69 に艦種変更された。変更後1944年12月18日に艦長ポール・E・ウォーフィールド予備少佐の指揮下就役した。

### 第二次世界大戦
バミューダ沖での整調およびノーフォーク海軍工廠での修理の後、ヨークスは西海岸を出航しパナマ運河を経由して1945年3月14日にカリフォルニア州サンディエゴに到着した。さらなる訓練の後、3月19日にサンディエゴを出航、ハワイ諸島に向かう。3月26日に真珠湾に到着し、マウイ島で水中破壊チームと共に1週間の訓練を行った後、西太平洋に展開した。
1945年5月1日、沖縄に到着するとヨークスは同海域で6月まで対潜防御艦、救難艦、護衛艦として活動した。1945年5月10日には砲手が零式艦上戦闘機を撃墜した。
ヨークスは1945年7月にマリアナ諸島に移動し、4日から10日にかけて第36戦車揚陸艦隊を沖縄からサイパンまで護衛、続いてグアム島のアプラ湾に短期間停泊しその後真珠湾に向かった。真珠湾では第28水中破壊チームの士官14名および隊員79名を乗艦させた。その後出航したヨークスは1945年8月2日にカリフォルニア州オーシャンサイドに到着した。同地で第28水中破壊チームを上陸用舟艇 LCT-395 (USS LCT-395) に移乗させ、同日サンディエゴに向けて出航した。
1945年8月5日にカリフォルニア州サンペドロのウェスタン・パイプ・アンド・スチール社の造船所に移動し、15日間の修理が行われた。1945年8月15日に日本が降伏、第二次世界大戦は終了した。

### 戦後
修理が完了すると、ヨークスは南カリフォルニア沖合で短期間の訓練を行った。1945年9月5日にサンディエゴを出航し、1945年から46年にかけての冬にはフィリピンのマニラ湾、スービック湾、タクロバンおよびサマール島、沖縄の中城湾、グアム島、マヌス島、上海での輸送任務に従事した。
1946年1月23日にマニラ湾を出航したヨークスは真珠湾を経由して、1946年2月15日にサンディエゴに到着した。その年の夏を通して修理が行われ、同地に留まった。
1946年8月19日、サンディエゴで退役したヨークスは太平洋予備役艦隊サンディエゴ・グループで係留された。不活性化状態でおよそ18年間保管され、1964年4月1日に除籍される。その後1965年にカリフォルニア州ターミナル・アイランドのナショナル・メタル・アンド・スチールコーポレーションにスクラップとして売却された。
ヨークスは第二次世界大戦の沖縄戦における功績で1個の従軍星章を受章した。